# Willi Giesemann
Willi „Tille“ Giesemann (* 2. September 1937 in Braunschweig-Rühme; † 4. Oktober 2024) war ein deutscher Fußballspieler, der 14 Länderspiele für die A-Nationalmannschaft und 104 Bundesligaspiele für den Hamburger SV bestritt.

## Sportliche Laufbahn

### Oberliga Nord und Süd bis 1963
Der Abwehrspieler lernte das Fußballspielen beim TSV Sülfeld, einem damals im Landkreis Gifhorn gelegenen und heutigen Wolfsburger Stadtteilverein, bevor er 1954 zum norddeutschen Oberligisten VfL Wolfsburg wechselte. In der Saison 1956/57 gewann er mit den VfL-Amateuren die Meisterschaft in der Amateurliga 7 und wurde in den letzten vier Spielen in der um den Klassenerhalt kämpfenden Oberligamannschaft eingesetzt. Der Nachwuchsspieler debütierte am 22. April 1957, einem 1:1-Heimremis gegen Hannover 96, als rechter Verbinder im damaligen WM-System in der Oberliga Nord. Die Wolfsburger konnten insbesondere durch 27 Treffer von Torjäger Hans Kircher mit dem 14. Rang knapp die Klasse halten.
Vier Wochen nach Ende der Oberligasaison 1957 gewann er mit der Auswahl des Landesverbandes Niedersachsen den Länderpokal. Das Finale gewann Niedersachsen am 16. Juni mit 3:2 n. V. gegen Westfalen; es war der einzige Einsatz von Giesemann in diesem Wettbewerb.
In den folgenden zwei Runden, 1957/58 und 1958/59, lief er für Wolfsburg in der Oberliga Nord auf und brachte es auf weitere 53 Ligaspiele, in denen er fünf Tore erzielte. Der VfL stieg aber im Sommer 1959 in das Amateurlager ab. Giesemanns Leistungen hatten den kampfstarken und athletischen Allrounder aber trotzdem in die DFB-Auswahlteams geführt. Er kam zu zwei Länderspielen für die U-23-Nationalmannschaft, für die er am 23. September 1958 in Kiel beim torlosen Unentschieden gegen die Auswahl Dänemarks debütierte. Seinen zweiten Einsatz hatte er am 10. Mai 1959 in Bochum beim 2:2-Unentschieden gegen die Auswahl Englands. Dazwischen hatte ihn Bundestrainer Sepp Herberger zur Jahreswende 1958/59 auf eine Länderspielreise nach Ägypten mitgenommen, wo er am 1. Januar 1959 in Kairo bei einem Spiel zwischen einer ägyptischen Auswahl gegen eine deutsche Auswahl, bei einem 2:1-Erfolg der Herberger-Elf als linker Verteidiger zum Einsatz gekommen war. Am 12. April 1959 hatte er in Hannover die Farben von Norddeutschland im Repräsentativspiel gegen Süddeutschland (1:2) vertreten, wo er mit Werner Lang, Jürgen Werner, Jochenfritz Meinke und Dieter Seeler die NFV-Defensive gebildet hatte. Im Mai dieses Jahres stand er im Kader für die zwei A-Länderspiele gegen Schottland (2:3) und Polen (1:1), er kam aber in der Nationalmannschaft noch nicht zum Einsatz.
1959 wechselte er gemeinsam mit VfL-Mannschaftskamerad Siegfried Tietz in die Oberliga Süd zum FC Bayern München, für den er bis 1963 in 114 Ligaspielen 13 Tore erzielte. Unter Trainer Adolf Patek debütierte er am 23. August 1959 bei einer 1:2-Heimniederlage gegen den FSV Frankfurt in der Oberliga Süd. Am Rundenende belegten die Bayern mit Spielern wie Torhüter Árpád Fazekas, Karl Mai, Gerhard Siedl, Peter Grosser, Ludwig Landerer und Jozsef Zsamboki den fünften Rang und Giesemann erzielte in 29 Ligaspielen zwei Tore. Während der Anfangszeit in München hatte er aber noch den zusätzlichen Umstand, seinen Wehrdienst in Wolfsburg abzuleisten. Am 27. September 1959 erlebte er in der Hinrunde bei einem torreichen 6:4 gegen 1860 München das erste Münchner-Derby. In den nächsten Runden verstärkte sich seine neue Mannschaft noch durch Spieler wie Werner Olk, Karl-Heinz Borutta, Miloš Milutinović, Rainer Ohlhauser und Dieter Brenninger. Die „Roten“ wurden ab der Saison 1961/62 von dem ehemaligen Dortmunder Meistertrainer Helmut Schneider trainiert. In den letzten zwei Runden der alten erstklassigen Oberliga belegte der FC Bayern mit Nationalspieler Willi Giesemann jeweils den 3. Rang. Es reichte aber nicht zur Nominierung ab 1963/64 in die neue eingleisige Fußball-Bundesliga. Lokalrivale 1860 München machte als Südmeister 1963 das Rennen, der FC Bayern musste in der zweitklassigen Fußball-Regionalliga Süd antreten.
Während seiner Vereinszugehörigkeit beim FC Bayern kam er am 3. Oktober 1959 in Konstanz bei der 0:1-Niederlage gegen die Auswahl der Schweiz in der B-Nationalmannschaft zu einem Einsatz und am 11. Mai 1960 im Länderspiel gegen die Auswahl Irlands, das in Düsseldorf mit 0:1 verloren ging, zu seinem Debüt in der A-Nationalmannschaft. Bis zur Fußballweltmeisterschaft 1962 in Chile gehörte der vielseitig verwendbare Zweikämpfer danach dem Stammspielerkreis der Nationalmannschaft an und kam auch in den WM-Qualifikationsspielen gegen Nordirland und Griechenland zum Einsatz. Während der Weltmeisterschaft 1962 in Chile gehörte er dem deutschen Kader an. Im abschließenden Gruppenspiel am 6. Juni bildete er in Santiago bei einem 2:0-Erfolg gegen WM-Gastgeber Chile mit Willi Schulz und Herbert Erhardt die Läuferreihe. Ebenso war er bei der 0:1-Niederlage im Viertelfinale gegen die Auswahl Jugoslawiens zum Einsatz gekommen.

### Neue deutsche Spielklasse
Noch vor dem Saisonstart der 1963 neugeschaffenen Bundesliga kehrte er zurück in den Norden Deutschlands und wurde Lizenzspieler beim Hamburger SV. Die „Rautenträger“ nahmen noch den Flügelstürmer Fritz Boyens von Holstein Kiel unter Vertrag und übernahmen aus der Amateurmannschaft die Spieler Bernd Dörfel und Claus Vogler. Vor dem Bundesligastart führte der DFB aber noch den DFB-Pokal 1963 durch und Giesemann war ab dem Viertelfinalspiel am 31. Juli 1963 gegen den 1. FC Saarbrücken (1:0) für den HSV am Ball. Im Finale gegen Borussia Dortmund, in dem Uwe Seeler alle drei Tore zum 3:0 erzielte, war er aber ab der 10. Minute verletzt und konnte nur humpelnd im Angriff mitwirken und wurde mehrmals minutenlang am Spielfeldrand behandelt. In die Bundesliga starteten die Hamburger unter Trainer Martin Wilke gut, nach dem 9. Spieltag standen die Mannen um Willi Giesemann, Uwe Seeler und Gert Dörfel mit 13:5 Punkten auf dem 2. Platz. Im Europapokal der Pokalsieger wurde im Achtelfinale die favorisierten Katalanen des FC Barcelona im November/Dezember 1963 nach drei Spielen (4:4, 0:0, 3:2) ausgeschaltet, wobei Giesemann jeweils als Mittelläufer und Chef der Abwehr zum Einsatz gekommen war. Die Startrunde der Bundesliga beendete der HSV auf dem 6. Rang und der zuverlässige Giesemann hatte alle 30 Rundenspiele, wie auch Uwe Seeler, absolviert und sechs Tore erzielt. Auch im zweiten Bundesligajahr, 1964/65, war Giesemann eine konstante Größe und war wiederum in allen 30 Ligaspielen (3 Tore) unter dem neuen Trainer Georg Gawliczek aufgelaufen. In der Tabelle rutschte der HSV aber mit dem negativen Punktestand von 27:33 auf den 11. Rang ab. Nicht nur der Achillessehnenriss von Uwe Seeler trug dazu wesentlich bei, auch bei den Neuverpflichtungen hatte die HSV-Führung mit Heiko Kurth (13/2), Andreas Máté (6/2) und Juhani Peltonen (17/2) keinen wirklichen Treffer gelandet.
Für den Hamburger SV bestritt er bis 1968 insgesamt 104 Bundesligaspiele, in denen er 13 Tore erzielte. Er war zunächst Stammspieler, wurde aber durch einen Schienbeinbruch zurückgeworfen, den er am 6. Juni 1965 bei der 0:2-Niederlage in Rio de Janeiro gegen Brasilien, durch ein Frustfoul seines Gegenspielers Pelé in der 87. Minute, erlitten hatte. Dies war sein letztes Länderspiel.
Erst Ende Oktober spielte er wieder in der Bundesliga. Ein Meniskusriss verhinderte seine Nominierung für die Weltmeisterschaft 1966. Die anschließende Operation war nicht erfolgreich, sein Knie versteifte sich und die Rückkehr in die Nationalelf blieb auch nach dem Turnier in England daher aus. In der Folgesaison 1966/67 absolvierte Giesemann 19, 1967/68 nur noch sechs Bundesligaspiele.
Er kam 1959 und 1966 auch in der Auswahl des Norddeutschen Fußballverbandes zum Einsatz.

### Karriereausklang
Willi Giesemann wechselte 1968 in die zweitklassige Regionalliga Nord zum HSV Barmbek-Uhlenhorst. Mit den Blau-Gelben aus dem Arbeiterviertel Barmbek mit dem BU-Platz an der Steilshooper Straße erreichte er mit Mitspielern wie Erhard Schwerin, Harry Bähre, Horst Engel und Harald Münster in seiner ersten Regionalligasaison den 10. Tabellenrang. In den beiden Folgespielzeiten konnte er sich mit „BU“ als Fünfter und Vierter in der Liga in den oberen Tabellenrängen etablieren. Dabei erlebte er die Trainingsarbeit von Edgar Preuß und Reinhold Ertel und neue Mitspieler wie Ernst Kreuz, Klaus Fock, Jürgen Dudda und Horst Howind.
Neben dem Fußball betrieb er während seiner Zeit beim HSV in Barmbek-Uhlenhorst einen Tabakwarenladen. Er verstarb am 4. Oktober 2024.

## Erfolge
- DFB-Pokal-Sieger 1963 (mit dem Hamburger SV)
- Länderpokal-Sieger 1955 (mit dem Landesverband Niedersachsen)

## Weiterer Werdegang
Nach Ende seiner aktiven Laufbahn betrieb er 22 Jahre lang eine Lotto-Annahmestelle und übernahm dann das Speiselokal „Schinkenkrug“ an der Tonndorfer Hauptstraße im Hamburger Stadtteil Tonndorf. Zuletzt lebte er als Rentner in Tonndorf.